# Albert Sercu
Albert Berten Sercu (Bornem, 26 gennaio 1918 – Roeselare, 24 agosto 1978) è stato un ciclista su strada, pistard e dirigente sportivo belga.
Professionista dal 1940 al 1951, fu secondo ai Campionati del mondo di Reims nel 1947. Anche suo figlio Patrick fu un ciclista professionista.

## Carriera
Si mise subito in luce come ciclista adatto alle classiche corse nel nord Europa quando, nel 1939, vinse il Giro delle Fiandre riservato alla categoria dei dilettanti.
Passato professionista, si dedicò soprattutto a kermesse e criterium, riuscendo a vincere numerose prove.
Nel 1941 ottenne un terzo posto nel Campionato delle Fiandre, mentre nel campionato nazionale fu quarto nello stesso anno e secondo nel 1942. Nel 1943 colse due piazzamenti nelle corse del nord, giungendo secondo al Giro delle Fiandre e quinto alla Parigi-Roubaix, continuando a vincere con continuità kermesse e criterium.
Nel 1945 colse numerose affermazioni, fra cui diciannove prove fra kermesse e criterium. Colse ancora un secondo posto nel Giro delle Fiandre, fu quinto nel campionato nazionale, settimo nella Freccia Vallone e nono nella Parigi-Roubaix.
Nel 1946 fu secondo nel Campionato delle Fiandre e sesto in quello del Belgio, e quarto al Giro delle Fiandre; corse anche il Giro del Belgio dove si aggiudicò due tappe e chiuse al quarto posto la graduatoria generale.
Nel 1947 vinse la Omloop Het Volk e fu secondo ai campionati del mondo di ciclismo. Colse ancora due successi di tappa al Giro del Belgio, terminato nuovamente al quarto posto, e fu terzo nella Parigi-Tours. In questa stagione prese parte anche alla sua prima e unica Milano-Sanremo, conclusa al nono posto assoluto, e al suo primo e unico Grande giro, il Tour de France, il primo dopo la fine della Seconda guerra mondiale, terminato con un ritiro.
Nel 1948 colse ancora un piazzamento nelle classiche del nord, terminando al secondo posto la Parigi-Bruxelles, che fu anche uno degli ultimi risultati ottenuti su strada. Infatti, dopo la vittoria di due tappe nel Giro del Marocco nel 1950, iniziò a dedicarsi maggiormente all'attività su pista dove, nel 1951, si laureò campione europeo nella specialità del madison.

## Palmarès
- 1939

Lille-Bruxelles-Lille
Giro delle Fiandre Under 23
2ª tappa Giro del Belgio Indipendenti
- 1945

Circuit des Monts Flandrien
Bruxelles-Everbeek
Brugge-Gand-Brugge
Grand Prix Westkredit - Omloop der Vlaamse Bergen
- 1946

Omloop van Houtland
Omloop van de Westkust De Panne
Bruxelles-Izegem
4ª tappa Giro del Belgio
6ª tappa Giro del Belgio
- 1947

Omloop Het Volk
Nokere Koerse
Dwars door Vlaanderen - Dwars door België
Omloop Van Vlaanderen
Grand Prix Stad Vilvoorde
Bruxelles-Inzegem
1ª tappa Giro del Belgio
3ª tappa Giro del Belgio
- 1948

Omloop van de Vlaamse Gewesten
- 1950

3ª tappa Tour du Maroc
10ª tappa Tour du Maroc

### Altri successi
- 1941

Kermesse di Maldegem
Criterium di Bellem
Criterium di Emelgem
Criterium di Hansbeke
Criterium di Oostkamp
Criterium di Sint-Maria-Lierde
- 1942

Kermesse di Izegem
Criterium di Lier
Criterium di Oedelem
Criterium di Tielt
Criterium di Watervliet
- 1943

Kermesse di Izegem
Criterium di Ingooigem
Criterium di Countrai
Criterium di Waregem
Criterium di Oostkamp
Criterium di Balgerhoeke
Criterium di Knesselare
- 1944

Kermesse di Diksmuide
Criterium di Waregem
- 1945

Kermesse di Izegem (a)
Kermesse di Izegem (b)
Kermesse di Nazareth
Kermesse di Sijsele
Kermesse di Westerloo
Kermesse di Handzame
Kermesse di Waarschoot
Kermesse di Vichte
Criterium di Bissegem
Criterium di Broechem
Criterium di Langemark
Criterium di Ransart
Criterium di Boekhoute
Criterium di Roeselare
Criterium di Rumbeke-Beitem
Criterium di Kortemark
Criterium di Oostham
Criterium di Beveren-Leie
- 1946

Kermesse di Izegem
Criterium di Emelgem
Criterium di Deinze
Criterium di Kachtem
Criterium di Roeselare
Criterium di Zandhoven
Criterium di Torhout
Criterium di Santhoven
- 1947

Kermesse di Ingelmunster
Kermesse di Izegem
Criterium di Beitem
- 1950

Kermesse di Wilrijk

### Pista
- 1950

Campionati europei, Madison (con Valère Ollivier)

## Piazzamenti

### Grandi Giri
- Tour de France

1947: ritirato

### Classiche monumento
- Milano-Sanremo

1947: 9º
- Giro delle Fiandre

1941: 23º
1943: 2º
1945: 2º
1946: 4º
1947: 29º
- Parigi-Roubaix

1943: 5º
1945: 21º
1946: 21º
1948: 18º
1950: 25º
1951: 55º

### Competizioni mondiali
- Campionati del mondo

Reims 1947 - In linea: 2º